# Francesco Auriti
Francesco Auriti (Guardiagrele, 24 febbraio 1822 – Roma, 3 aprile 1896) è stato un politico italiano.

## Biografia
Di famiglia nobiliare di Guardiagrele conseguì la laurea in giurisprudenza a Napoli. Nel 1845 iniziò ad esercitare a Chieti la libera professione. Dopo i moti del 1848 assunse la difesa degli imputati implicati nelle rivolte. Inoltre dovette difendere anche se stesso per la sua partecipazione alla campagna rivoluzionaria. Per questo fu condannato a diversi mesi di carcere e all'interdizione per un anno all'esercizio professionale. Nel 1860 fu capitano della Guardia Nazionale del capoluogo Teatino. Nel 1861 fu nominato giudice di Gran Corte Civile presso il tribunale dell'Aquila. Successivamente fu Sostituto Procuratore Generale a Napoli, e quindi Consigliere di Cassazione a Palermo. Fu promosso Procuratore Generale a Trani e, nel 1874, primo Presidente della Corte d'Appello della città pugliese. Nel 1875, fu nominato Presidente di Sezione della Corte di Cassazione, poi, dal 1886, Procuratore Generale.
Nel 1875 fu eletto Deputato nel collegio di Chieti per la XII legislatura.